# キミトベ
「キミトベ」は、キャプテンストライダムの楽曲。2005年10月19日にソニー・ミュージックアソシエイテッドレコーズ及び風待レコードよりメジャー3rdシングル（通算4作目）として発売された。

## 解説
前作『流星オールナイト』から約7ヶ月ぶりのリリース。
本作はCD+DVDの2枚組仕様となっており、ライブ映像が7本収録されている。ライブ映像がDVDに収録されたのは自身初となる。
このシングルを引っさげ、全国ツアー「キミトベ2005」が行われた（全12公演）。

## 収録曲
| 全作曲: 永友聖也、全編曲: キャプテンストライダム、大平太一。 |                |                     |            |      |
| #                                                            | タイトル       | 作詞                | 作曲・編曲 | 時間 |
| 1.                                                           | 「キミトベ」   | 永友聖也 久保田洋司 | 永友聖也   | 4:23 |
| 2.                                                           | 「あとの祭り」 | 永友聖也            | 永友聖也   | 4:52 |
| 合計時間:                                                    | 合計時間:      | 合計時間:           | 9:15       |      |

| #  | タイトル | 作詞 | 作曲・編曲 |
| -- | --- | ---- | ---------- |
| 1. | 「フランクフルト」(Live at 渋谷CLUB QUATTRO 2005.07.18 「サマージャンボおばけナイター」)                    |      |            |
| 2. | 「おばけナイターのテーマ」(Live at 渋谷CLUB QUATTRO 2005.07.18 「サマージャンボおばけナイター」)            |      |            |
| 3. | 「キミトベ」(Live at 渋谷CLUB QUATTRO 2005.07.18 「サマージャンボおばけナイター」)                          |      |            |
| 4. | 「影のない男」(Live at 渋谷CLUB QUATTRO 2005.04.23 「キャプテンアンドミー東京」)                            |      |            |
| 5. | 「肉屋の娘」(Live at 渋谷CLUB QUATTRO 2005.04.23 「キャプテンアンドミー東京」)                              |      |            |
| 6. | 「サンドバッグの夜」(Live at 渋谷CLUB QUATTRO 2005.04.23 「キャプテンアンドミー東京」)                      |      |            |
| 7. | 「マウンテン・ア・ゴーゴー」(Live at 宇都宮大学 Band Stand うたう会 2005.04.28 「ザ・キャップテン 番外編」) |      |            |

## 曲の解説
1. キミトベ
テレビ東京系『ぶちぬき』エンディングテーマ。
ファッション誌のCMをモチーフとしたディスコ調の楽曲。「マウンテン・ア・ゴーゴー」に次ぐライブの定番曲[3]。間奏には松平健の楽曲「マツケンサンバII」のオマージュが含まれている[4]。
歌詞は「上京したての九州男児」とのこと[3]。
2. あとの祭り
崎陽軒CMソング。
1970年代のフォークロックを彷彿させる楽曲[2]。スライドギターはプロデューサーである大平太一が担当[3]。

## 収録アルバム
キミトベ
- 108DREAMS
- ベストロリー

あとの祭り
- ベストロリー

## ライブ映像作品
キミトベ
- BAN BAN BAN（特典映像）
- LIVE IN SHIBUKO "BIG BAN BUZZ"